# Heinz Horst Bodo Dettke
Heinz Horst Bodo Dettke (ur. 27 lutego 1967) – salomoński polityk.
Przed zaangażowaniem się w politykę pracował w rodzinnej firmie. 4 sierpnia 2010 dostał się do Parlamentu Narodowego z okręgu wyborczego North West Guadalcanal. Uzyskał 2228 głosów. 27 sierpnia 2010 objął funkcję ministra leśnictwa w rządzie Danny’ego Philipa. 30 listopada tego samego roku został zdymisjonowany. 7 grudnia 2010 został mianowany ministrem rybołówstwa i zasobów morskich. W styczniu 2011, wraz z kilkoma innymi członkami gabinetu, podał się do dymisji i przeszedł do opozycji, wzywając jednocześnie premiera do rezygnacji.